# Волас (Луизијана)
Волас (енгл. Wallace) насељено је место без административног статуса у америчкој савезној држави Луизијана.

## Демографија
По попису из 2010. године број становника је 671, што је 101 (17,7%) становника више него 2000. године.
| Група             | 2000.       | 2010.       |
| Белци             | 35 (6,1%)   | 47 (7,0%)   |
| Афроамериканци    | 535 (93,9%) | 609 (90,8%) |
| Азијати           | 0 (0,0%)    | 0 (0,0%)    |
| Хиспаноамериканци | 1 (0,2%)    | 10 (1,5%)   |
| Укупно            | 570         | 671         |